# Romániai magyar irodalmi társaságok
Irodalmi társaság (Románia, 1918-1989) – az irodalmi művek alkotóinak tömörülése – jogilag kötött vagy kötetlen formában – az összetartozás kifejezése, közös feladatok megvalósítása, a szellemi és anyagi érdekek védelme céljából. Nem határolható el élesen az irodalom, a művészet és a tudomány népszerűsítését szolgáló művelődési egyesülettől, amely nemcsak az irodalmi, hanem a tudós társaságok szerepkörét is igyekszik betölteni.

## Előzmények
A romániai magyar irodalmi tömörülések előfutárai között olyan társaságokat tartunk számon, amelyek egy része az I., sőt egy ideig a II. világháború után is tevékenykedett. A legfontosabbak ezek közül (zárójelben feltüntetett alapítási évük sorrendjében): a marosvásárhelyi Kemény Zsigmond Társaság (1876), az aradi Kölcsey Egyesület (1881; hasonló nevű egyesület később Nagykárolyban és Szatmáron is létesült), a kolozsvári székhelyű Erdélyi Irodalmi Társaság (1888), a nagyváradi Szigligeti Társaság (1892), a temesvári Arany János Társaság (1903) és Dél Irodalmi Társaság (1908), a nagybányai Teleki Társaság (1908), a kolozsvári Kelet (1918) és a nagyváradi Ady Endre Társaság (1919).

## Az I. világháború után
A két világháború között a romániai magyar írók első tömörülési kísérlete Ligeti Ernő, Nyirő József és Paál Árpád nevéhez kapcsolódik, akik 1922 februárjában tizenhét társuk bevonásával Húszak Céhe néven próbáltak létrehozni radikális írói csoportosulást. Feltehetően az ő kezdeményezésük folytatásaként jelentette be a Keleti Újság 1922. március 12-i számában, hogy az írók a Napkelet c. folyóirat május 13–14-re kitűzött országos Petőfi-ünnepsége alkalmával "kongresszust tartanak Kolozsváron, és megalakítják az írószövetséget". Végül sem a Napkelet ünnepségének megrendezésére, sem az írókongresszus összehívására nem kerülhetett sor. 1926-ban a Franyó Zoltán kezdeményezte aradi Ady Endre Társaság még az alapszabályok véglegesítése előtt felbomlott, időközben azonban létrejött a korszak legígéretesebb szabad írói tömörülése, a helikoni munkaközösség. Kiadójának szerepét az Erdélyi Szépmíves Céh vállalta, folyóirata, az Erdélyi Helikon (1928–44) vezető irodalmi orgánumnak számított.
1933 tavaszán az ESZC kiadói politikájával elégedetlen szerzők egy része Köröskisjenőn alapított ellenzéki irodalmi csoportosulást Erdélyi Magyar Írói Rend (EMÍR) néven. Mintegy háromesztendei működése alatt hét könyvet adott ki. 1933 nyarán a fiatal tollforgatók Jancsó Elemérrel az élen nemzedéki alapon kezdeményezték egy kolozsvári Ady Endre Társaság megalakítását. Könyvek és folyóiratok megjelentetését, a közönséggel és a más nemzetiségű írókkal való kapcsolataik szorosabbra vonását tervezték. Méliusz Józsefnek a Brassói Lapok 1933. szeptember 10-i számában megjelent cikke szerint a társaság alkalmas lett volna arra, hogy az exkluzív irodalmi egyesületek és a klikkszellem ellen küzdve a fasizmussal szembeforduló irodalmi egységfrontba tömörítse az írókat. Erre – működési engedély hiányában – nem kerülhetett sor, de a tervet a kolozsvári Munkás Athenaeum művelődési szervezet keretében létrejött Forradalmi Írók Munkaközössége (1938) magáévá tette és megvalósítására törekedett. A csoportosuláshoz Asztalos János, Balla Károly, Brassai Viktor, Gáll Ernő, Heves Renée, Jordáky Lajos, Józsa Béla, Korvin Sándor, Kovács Katona Jenő, Nagy István, Román Viktor és Salamon László tartozott; kapcsolatban állt velük Arató András, Csehi Gyula, Heves Ferenc, Méliusz József, Deutsek-Pásztai Géza és Salamon Ernő. A közösség tagjai az 1939-es és 1940-es Munkás Naptárt mintegy saját évkönyvükké alakították. Önálló kiadványként többek közt Józsa Béla Petőfiről szóló népszerű brosúráját és Nagy István elbeszéléseit jelentették meg.
1942 augusztusában a Helikon 15. marosvécsi találkozójának résztvevőit Szabédi László tájékoztatta a fiatalabb szerzők új írói közösségének létrejöttéről. A közösség október 15-i nyilatkozatát Asztalos István, Derzsi Sándor, Gagyi László, Hegyi Endre, Horváth Imre, Horváth István, Jékely Zoltán, Kiss Jenő, Parajdi Incze Lajos, Szabédi László, Szabó Lajos, Szenczei László, Varró Dezső és Wass Albert írta alá. Céljai megvalósítására a közösség 1942 ősze és 1944 nyara között kiadta a Termés c. negyedévi folyóiratot.

## A második világháború után
Átfogóbb írói szervezkedésre a II. világháború után került sor. A kolozsvári magyar írók 1945. április 15-én fogalmazták meg egy írói szövetség megalakításának szükségességét, s a szervezéssel Szentimrei Jenőt, Nagy Istvánt, Szabédi Lászlót, Kiss Jenőt és Jékely Zoltánt bízták meg. Az előkészítő bizottság kívülük a következő írókat hívta meg a közgyűlésre: Asztalos István, Balogh Edgár, Bányai László, Bartalis János, Benedek Marcell, Berde Mária, Bözödi György, Derzsi Sándor, Endre Károly, Hegyi Endre, Horváth István, Jancsó Elemér, Janovics Jenő, Jordáky Lajos, Koroda Miklós, Kós Károly, László Gyula, Méliusz József, Molter Károly, Szabó Lajos, Szemlér Ferenc, Tavaszy Sándor, Tomcsa Sándor, Zolnai Béla. Az 1945. máj. 13-i közgyűlés kimondta a Romániai Magyar Írók Szövetsége (RMÍSZ) megalakulását. Elnökké Nagy Istvánt, alelnökké Szabédi Lászlót, titkárrá Méliusz Józsefet, pénztárossá Asztalos Istvánt választották.
1946. március 31-én létrejött a Bánsági Magyar Írók Szervezete is, élén Markovits Rodionnal, Lázár Józseffel, Szobotka Andrással és ifj. Kubán Endrével. A szervezet még ugyanabban az évben megjelentette a Bánsági Magyar Írók Antológiáját.
1946. június 22-én megindult az RMÍSZ folyóirata, az Utunk. A folyóirat főszerkesztőjét, Gaál Gábort a székelyudvarhelyi írókongresszus 1946. június 30-án a szövetség új elnökévé választotta. 1947. szeptember 28-án a szövetség országos értekezletet tartott; a résztvevők itt tudomásul vették a Román Írók Szövetsége ama tervét, hogy a jövőben mint Romániai Írók Szövetsége folytatja működését, s elhatározták csatlakozásukat a közös jellegűvé váló szövetséghez. Egyidejűleg a Bánsági Magyar Írók szervezete is felfüggesztette különállását.
A román, magyar és jiddis írókat (később a németeket és szerbeket is) egyesítő Romániai Írók Szövetségének (elnök Zaharia Stancu, alelnök Gaál Gábor) első nyilvános jelentkezésére Bukarestben 1948. január 25-én ünnepség keretében került sor. Még ez év tavaszán 39 szerző – köztük Asztalos István, Balogh Edgár, Gaál Gábor, Horváth Imre, Horváth István, Kacsó Sándor, Kemény János, Kiss Jenő, Kós Károly, Kovács György, Méliusz József, Molter Károly, Nagy István, Szabédi László, Szemlér Ferenc, Szentimrei Jenő, Tompa László – kiáltványban tett hitvallást az ország íróinak közös céljai mellett.
1949 márciusában újjászervezett formában létrejött a Román Népköztársaság Írószövetsége – későbbi nevén Románia Szocialista Köztársaság Írószövetsége –, mely a román és más nemzetiségű szerzők mellett a romániai magyar írók számottevő részét is felöleli. 1969-től az írószövetség keretében területi központokként szervezett írói társaságok működnek.